# Jacob Nunes Gois
Jacob Nunes Góis (1461-1542 ) fue un comerciante y banquero judío de la corte portuguesa que  papel crucial en la protección de su comunidad durante la Inquisición  Además de su exitosa carrera empresarial, Jacob Nunes Góis utilizó su fortuna e influencia para organizar rutas de escape que salvaron innumerables vidas judías, enviando a varias familias a Brasil y otras regiones fuera del alcance de la persecución religiosa en Portugal.

## Orígenes y ascenso
Jacob Nunes Góis nació en 1461 en una familia judía que había encontrado refugio en Portugal tras abandonar Castilla, donde se enfrentaban a una persecución cada vez mayor. Su padre, Isaac Saleh ben Eli, adoptó el apellido "Góis" en honor a la provincia de Góis, donde la familia encontró seguridad.  Esta región, conocida como la "Aldea de los Judíos", ofreció a la familia un entorno relativamente seguro, lo que permitió a Jacob crecer en un hogar donde la educación y la preservación de la identidad judía eran primordiales.
Desde temprana edad, Jacob demostró un gran talento para los negocios, aprendizaje que recibió de su padre. Al alcanzar la mayoría de edad se trasladó a Lisboa, donde rápidamente se hizo un nombre en el comercio, especialmente en el lucrativo mercado del azúcar de las islas de Madeira . Su capacidad para negociar y formar alianzas estratégicas lo convirtió en uno de los principales comerciantes de Lisboa y en una figura influyente en la corte portuguesa. 

## Colaboración con Bartolomeu Marchionni
Durante su ascenso, Jacob Nunes Góis formó una sociedad estratégica con Bartolomeu Marchionni, un influyente comerciante y banquero florentino afincado en Lisboa. Marchionni, al igual que Jacob, tenía una aguda visión empresarial y una amplia red de contactos internacionales. Juntos dominaron partes esenciales del comercio portugués, especialmente en lo que respecta a las especias y otros artículos de lujo. 
La alianza entre Jacob y Marchionni fue más allá de los negocios. Conscientes de la creciente amenaza de la Inquisición, utilizaron sus redes de barcos mercantes para transportar judíos de forma segura fuera de Portugal. Estas operaciones encubiertas salvaron innumerables vidas, permitiendo que muchas familias judías encontraran refugio en lugares como Brasil, Países Bajos y el Imperio Otomano .

## Desafíos de la Inquisición y estrategias de escape
Con la formalización de la Inquisición en Portugal en 1536, se intensificó la persecución de los cristianos nuevos (judíos convertidos por la fuerza al cristianismo).   Jacob Nunes Góis, que había aceptado la conversión para proteger a su familia, continuó practicando su fe en secreto. Consciente del peligro que él y su comunidad enfrentaban, Jacob utilizó su posición privilegiada para organizar rutas de escape. 
Financiaba expediciones marítimas disfrazadas de misiones comerciales, utilizando su amplia red de contactos y su colaboración con Marchionni para garantizar que estas operaciones se llevaran a cabo con la máxima discreción. Brasil, recién descubierto en 1500, fue uno de los principales destinos de los judíos que ayudó a salvar. 

## Envío de judíos a Brasil
El descubrimiento de Brasil abrió nuevas posibilidades para quienes buscaban escapar de la persecución religiosa en Europa. Jacob Nunes Góis vio en Brasil una oportunidad de ofrecer un refugio seguro a los judíos perseguidos. Financió varias expediciones a la nueva colonia, asegurando que los barcos transportaran judíos disfrazados de colonos o comerciantes.   

## Contribuciones a la colonización de Brasil
Además de su papel en la protección de los judíos, Jacob Nunes Góis jugó un papel importante en la expansión del imperio colonial portugués. Como financista de varias expediciones, ayudó a consolidar la presencia portuguesa en Brasil, apoyando el establecimiento de puestos comerciales y asentamientos que serían vitales para el desarrollo de la colonia.  
Jacob vio a Brasil no sólo como una tierra de refugio, sino también como una oportunidad para expandir los intereses comerciales portugueses. Su visión y sus recursos fueron cruciales para el éxito de las primeras empresas coloniales, dejando un legado duradero en la historia de Brasil. 

## Exilio en Holanda y últimos años
Con el aumento de la represión en Portugal, Jacob Nunes Góis se dio cuenta de que él también estaba en peligro. En 1540 organizó su propia fuga a Holanda, donde la Inquisición tenía menos poder. En los Países Bajos, Jacob continuó apoyando a la comunidad judía y a los refugiados que llegaban de la península ibérica, utilizando sus recursos para ayudar a los recién llegados a empezar de nuevo. 
Jacob Nunes Góis murió en 1542, pero su legado como protector de la comunidad judía perduró. Su trabajo para salvar vidas y apoyar la colonización de Brasil sigue siendo recordado como un ejemplo de valentía y compasión.  